# Bauhinia weberbaueri
Bauhinia weberbaueri är en ärtväxtart som beskrevs av Hermann August Theodor Harms. Bauhinia weberbaueri ingår i släktet Bauhinia och familjen ärtväxter. Inga underarter finns listade i Catalogue of Life.